# Malarstwo wazowe

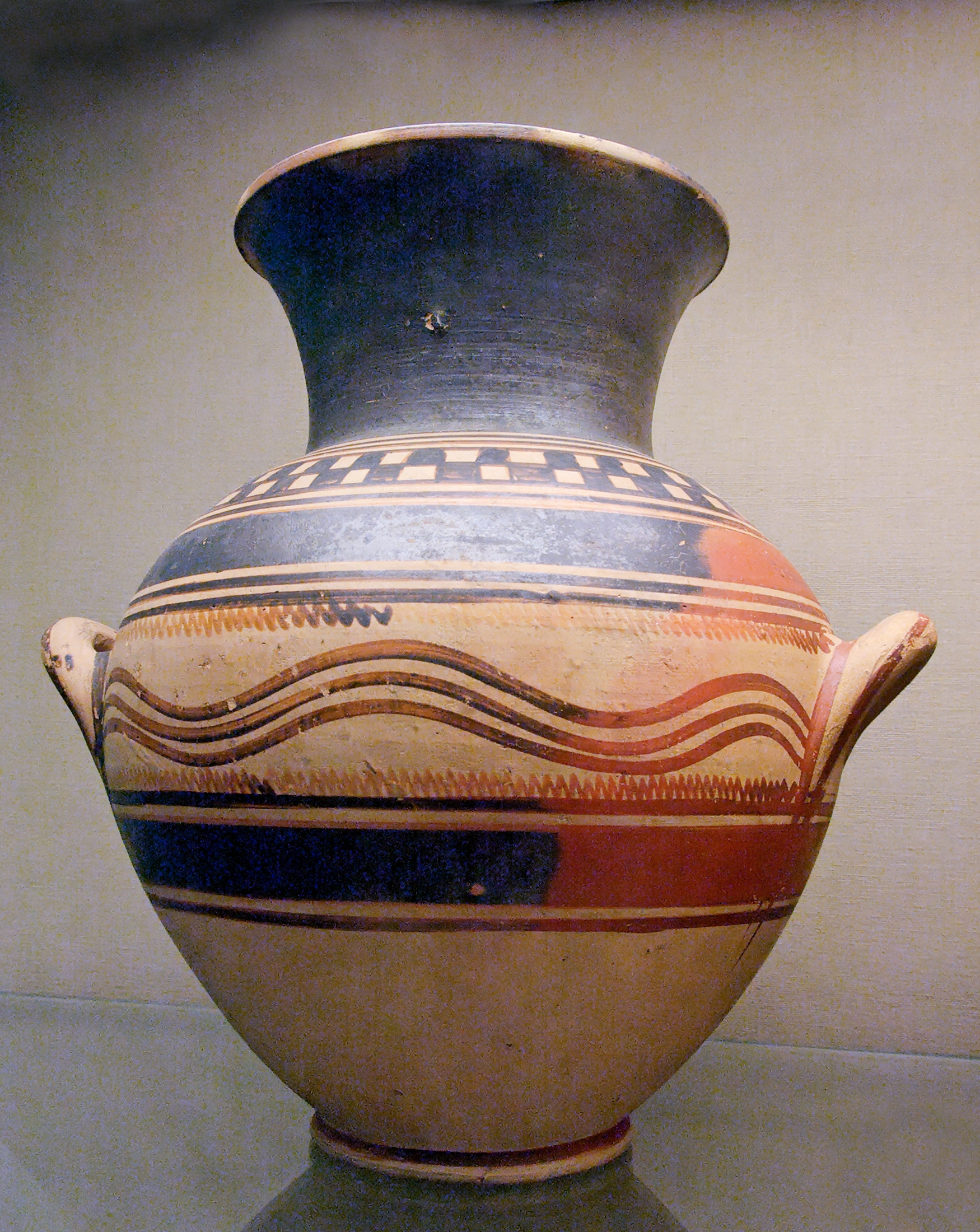
Amfora protogeometryczna z dekoracją podkreślającą kształt naczynia (ok. 950-900 p.n.e.)

Malarstwo wazowe – wykonywane na naczyniach ceramicznych malunki, mające szczególne znaczenie w kulturze helleńskiej i uznawane za doniosłe źródło wiedzy o antyku w kulturze europejskiej.
Stanowią źródło wiedzy o rozwoju cywilizacyjnym i specyfice miejsc swego pochodzenia. Pozwalają badaczom określić technikę, czas i miejsce wyrobu naczynia, a  także kierunek artystyczny, w jakim rozwijała się stylistyka. Dostarczają istotnych wiadomości o zwyczajach panujących na obszarze, z którego pochodzą, o szczegółach życia codziennego, także o wierzeniach (mitologii), wojnach i uzbrojeniu, sposobach walki i polowań. Całość znanych i naukowo opisanych obiektów malowanej ceramiki greckiej zawarta jest w ciągłym wydawnictwie międzynarodowym Corpus Vasorum Antiquorum.

## Znaczenie kulturowe
Malowana ceramika Greków z okresu pomiędzy rokiem ok. 1000 i 300 p.n.e. jest w dziejach sztuki starożytnej zjawiskiem niemającym odpowiednika w kulturze europejskiej. W żadnej innej dziedzinie sztuki antycznej nie doświadczamy bliższego wizualnego kontaktu ze starożytnymi i nie uzyskujemy tak dokładnego wglądu w ich wierzenia, zajęcia codzienne czy nawet w postrzeganie rzeczywistości. Jeśli w okresie wcześniejszym (protogeometrycznym i geometrycznym) rozwoju malarstwa wazowego Hellenów całość naczynia pokrywano wzorami abstrakcyjnymi, tak dobranymi, by zwracać uwagę na poszczególne jego części – to w okresach następnych (orientalizującym, czarnofigurowym i czerwonofigurowym) głównym elementem dekoracji stały się naturalistyczne przedstawienia ludzi i zwierząt, rozmieszczane zasadniczo na brzuścu naczynia.

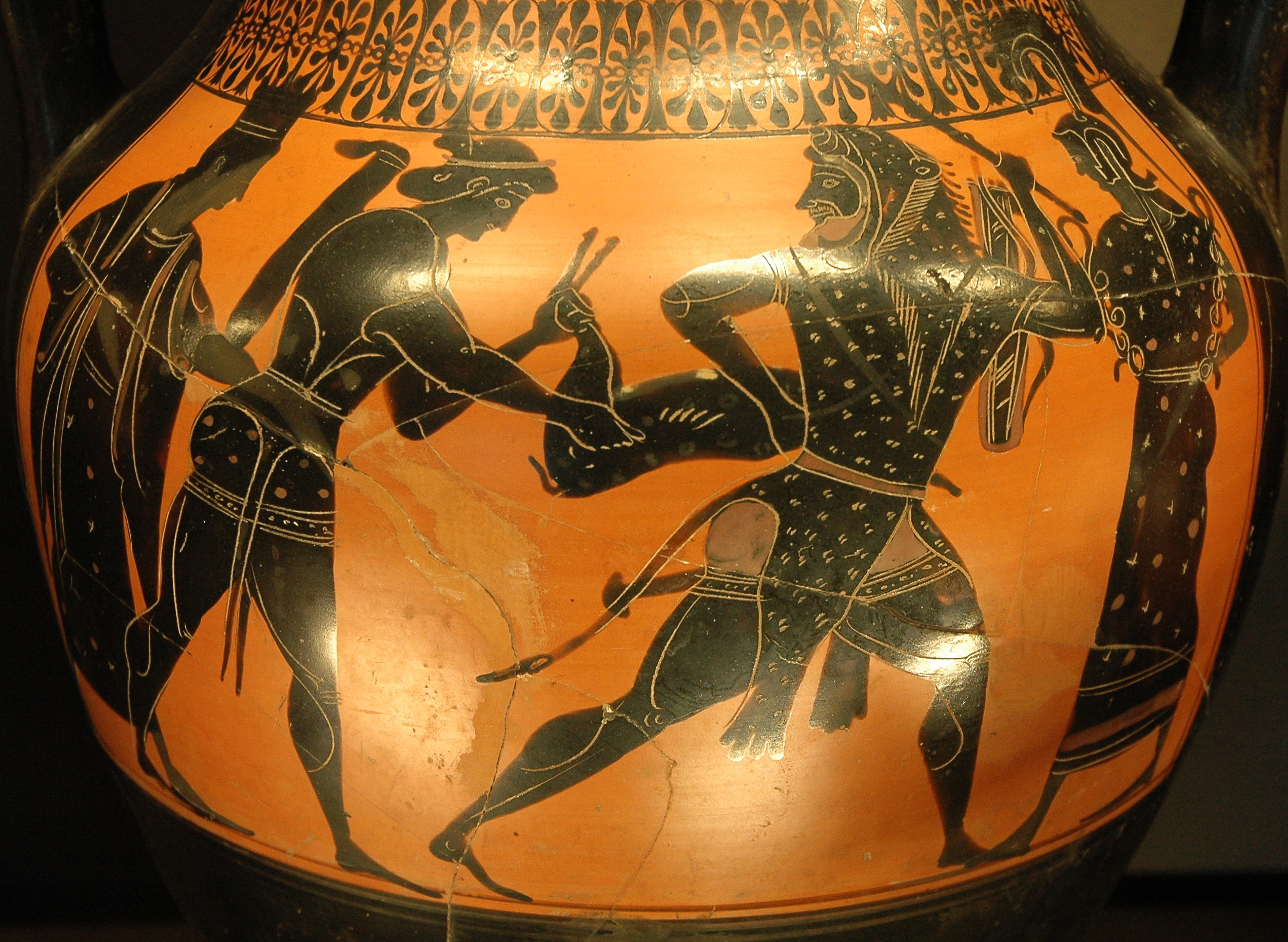
Odwzorowanie na brzuścu wyobrażenia ujętego w metopie (Herakles chwytający łanię kerynejską)

Zasługą attyckich rzemieślników-twórców waz było właśnie rozpowszechnienie na nieznaną dotąd skalę tematyki figuralnej, przede wszystkim mitologicznej. Dzięki scenom z waz można prześledzić stopniowy postęp w zakresie opanowania anatomii ciała ludzkiego oraz coraz bardziej realistycznego ujęcia szat, pozy, gestu i wyrazu twarzy. „Najważniejszą cechą zdobienia waz greckich jest umiejętność malarzy wkomponowania przedstawienia w ścisłe ramy pola przeznaczonego do dekoracji, co jest tym trudniejsze, że należało wziąć pod uwagę krzywizny powierzchni, które wymagały od malarza odpowiedniego układu, skrótów lub wydłużeń. Jedno z najtrudniejszych zadań stanowiło wpisanie postaci ludzkiej w obraz o ramach w kształcie koła”. Dziś zwraca się również uwagę na fakt, iż starogreccy artyści wypracowali w sztuce sposób narracji stosowany przez długi czas w kulturze zachodnioeuropejskiej, jak i na to, że ich przedstawienia skupiały się nie tylko na ogólnym przekazie, lecz także na charakterystycznych szczegółach ówczesnej codzienności.
Ponadto z uwagi na niezachowane w większości przedstawienia wielkoformatowego malarstwa Greków, sceny malowane na ceramice stanowią dziś najlepsze o nim źródło informacji, m.in. o rozwoju innych technik malarskich, a nawet o nieistniejących już dziełach malarstwa ściennego bądź malowidłach na płótnie czy drewnie. Tym niemniej, malarstwo wazowe dostarcza tu jedynie częściowej wiedzy, będąc w istocie miniaturami z kolorystyką ograniczoną do skąpych barwników wytrzymałych na proces wypalania.  
Ceramika malowana zajmowała to szczególnie istotne miejsce w wytwórczości artystycznej starożytnych Greków aż do schyłku IV wieku bądź początku III w. p.n.e. – ok. 320 r. p.n.e. wykonano ostatnie attyckie wazy czerwonofigurowe, zaś w ogóle produkcja ta ustaje ok. 280 r. p.n.e. (W. Dobrowolski). Była ona elementem kultury greckiej wyróżniającym ją jakościowo spośród innych, bowiem w żadnej innej cywilizacji starożytnej malunki dekorujące naczynia nie posiadały takiego bogactwa motywów i tak wysokiego poziomu artystycznego (zob. sztuka starożytnej Grecji).

### Rozprzestrzenienie

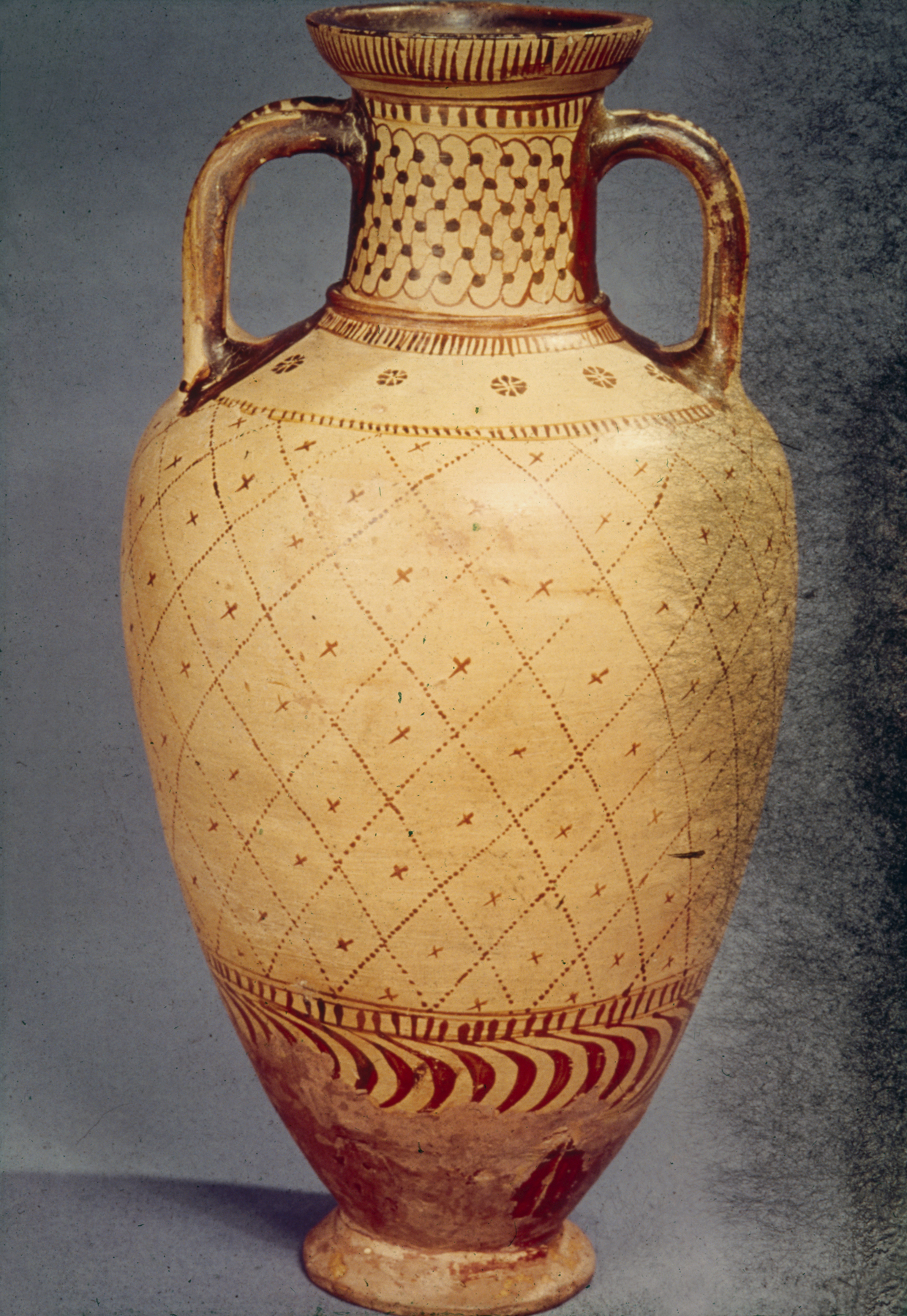
Jońska amfora we wschodniogreckim stylu Fikelura, ok. 540 p.n.e.

Kulturowe znaczenie tego zjawiska podkreśla jego zasięg geograficzny, znacznie wykraczający poza macierzystą Grecję. Rozmieszczenie śladów ceramiki Greków pozwala odtwarzać ich starożytne szlaki handlowe i przebieg migracji. Rozprzestrzenienie to zasadniczo pokrywa się z zasięgiem ówczesnego osadnictwa greckiego, a więc poza macierzystą Helladą (kontynentalną) obejmuje zachodnie wybrzeże Azji Mniejszej, wyspy egejskie włącznie z Kretą i częścią Cypru, jak również zasiedlone później obszary tzw. Wielkiej Grecji – kolonie nadczarnomorskie na wschodzie i południową Italię z Sycylią na zachodzie, wraz z północnoafrykańską Cyrenajką i kolonią Naukratis w delcie Nilu. Warsztaty te niejednokrotnie wykształciły własną charakterystyczną stylistykę (np. styl Fikelura w Milecie), a nawet formy (np. w ceramice południowoitalskiej).
Ponadto malowana ceramika Greków jako wyrób eksportowy (jakkolwiek masowy eksport zaistniał dopiero w VII wieku p.n.e.) docierała do italskiej  Etrurii (tzw. wazy pontyjskie), na Bliski Wschód, do Egiptu i Afryki Północnej. Odnotowano jej znaleziska nie tylko w Hiszpanii czy południowej Francji, lecz także na Kaukazie. Obecność jej stwierdzono nawet w bogatych pochówkach celtyckich.
Sam fakt odnajdywania ceramiki greckiej w całym basenie śródziemnomorskim dowodzi, że była ona artykułem handlu na szeroką skalę, zaś dostosowywanie się do rynku zbytu jest wymownym świadectwem istotnej roli ekonomicznej tej gałęzi rzemiosła. Należy przy tym odróżnić zapotrzebowanie na same obiekty, tj. naczynia jako zastawę kuchenno-stołową, i na ich zawartość (np. oliwę i wino w amforach czy pachnidła toaletowe w aryballosach, alabastronach itp.).

## Twórcy i ich miana

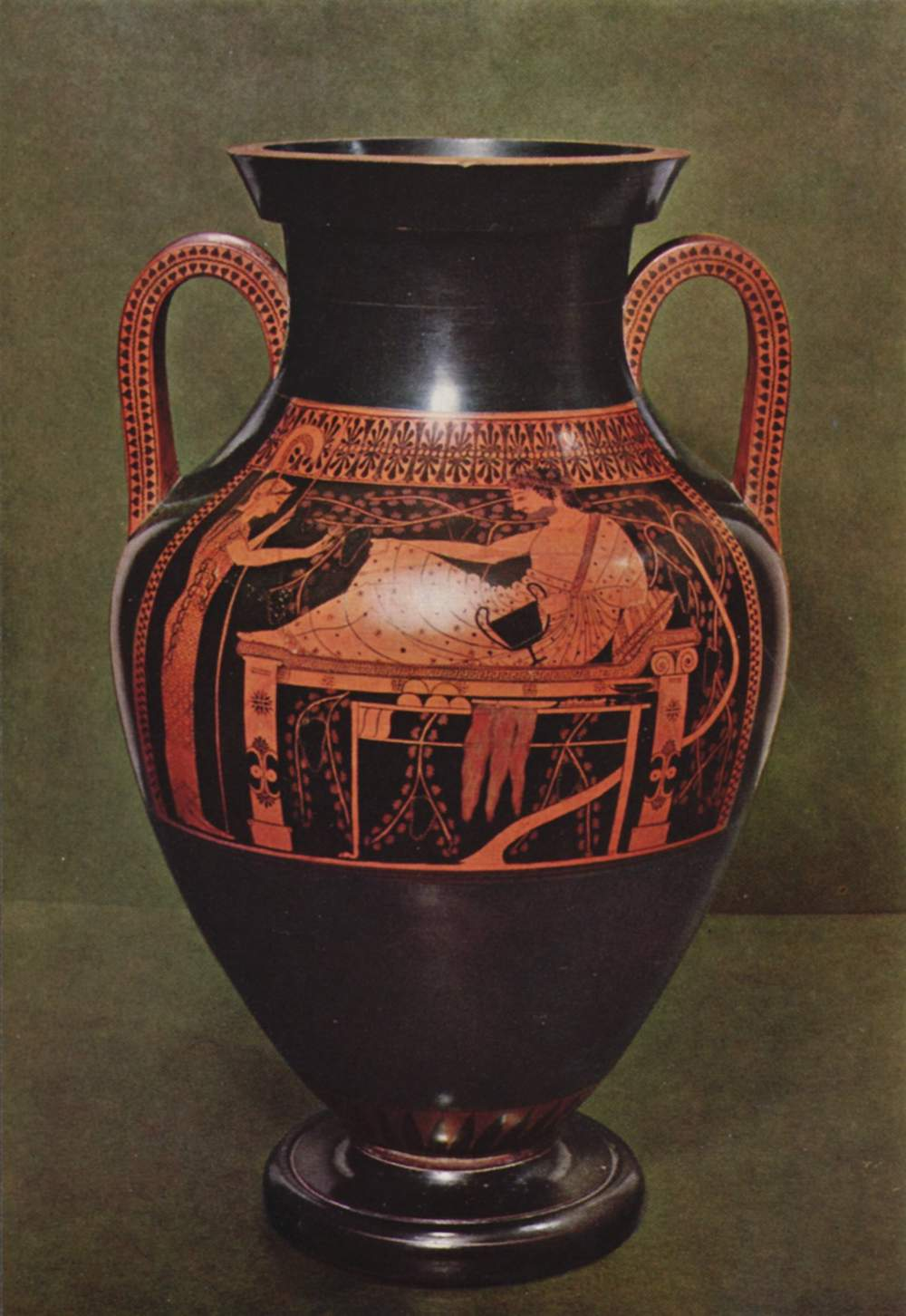
Bilingwiczna amfora Malarza Andokidesa ze sceną mitologiczną w metopie i charakterystyczną ornamentyką zewnętrzną

Istnieje pogląd, że liczne z zachowanych waz nigdy nie służyły do codziennego użytku, pełniąc jedynie funkcje dekoracyjne. Dlatego w wypadku garncarstwa artystycznego garncarze i malarze sygnowali swe dzieła. Jednakże stosunkowo nieliczni spośród twórców waz umieszczali na nich swe sygnatury, które pojawiają się na początku VI w. p.n.e. – najpierw w pracowniach korynckich, potem w ateńskich. Artysta opatrywał wówczas swe imię inskrypcją egrapsen (namalował) – co zapoczątkował malarz Sofilos, lub epoiesen (wykonał) w przypadku garncarza. Do niewielu, których rzeczywiste imię jest znane, należą m.in. Eksekias, Oltos, Duris, Hermonaks czy Nikostenes. Wiadomo, że niektórzy z nich byli zarazem garncarzami (tj. właścicielami warsztatu ceramicznego) i malarzami (np. Amazis, Eutymides, Andokides, Brygos, Tlezon). Malarzowi anonimowemu nierzadko więc tworzy się dziś miano od garncarza, z którym długotrwale był twórczo związany (np. Malarz Lysippidesa czy Malarz [garncarza] Menona, znany teraz jako Psjaks).
Na ogół jednak twórcy malunków wazowych pozostali nieznani. Dla utożsamienia i odróżnienia nadaje im się miana związane z wyobrażonymi szczególnymi postaciami (np. Malarz Boreasza, Malarz Niobidów), istotnymi scenami (Malarz Gigantomachii paryskiej, Malarz Pożaru Troi) bądź z charakterystycznym obiektem (Malarz Trzciny, Malarz Odlewni). Niekiedy miano pochodzi od pierwszego właściciela wazy (Malarz Tyszkiewicza, Malarz Szuwałowa), znacznie częściej – od miejsca (muzeum lub kolekcji), w którym naczynie jest przechowywane – jak w przypadku Malarza Berlińskiego, Malarza Villa Giulia, Malarza Aberdeen, Malarza Karlsruhe itd. Dość rzadko wiąże się ono z miejscem znalezienia wazy (np. Mistrz Amfory z Dipylonu) bądź z nazwiskiem badacza-odkrywcy (np. Malarz Lewisa, Malarz Hirschfelda).
Obecnie w przypadku anonimowości twórcy nader często nadawane mu jest miano od konkretnego naczynia, na podstawie którego wyróżniono jego autorską tożsamość (Malarz Würzburg 232, Londyn E342). Autorstwo prac kilku twórców o zbliżonych cechach artystycznych ujmowane jest zbiorczo jako np. Grupa Dejaniry, Grupa Golvol, Grupa Otcheta.

## Style malarstwa wazowego

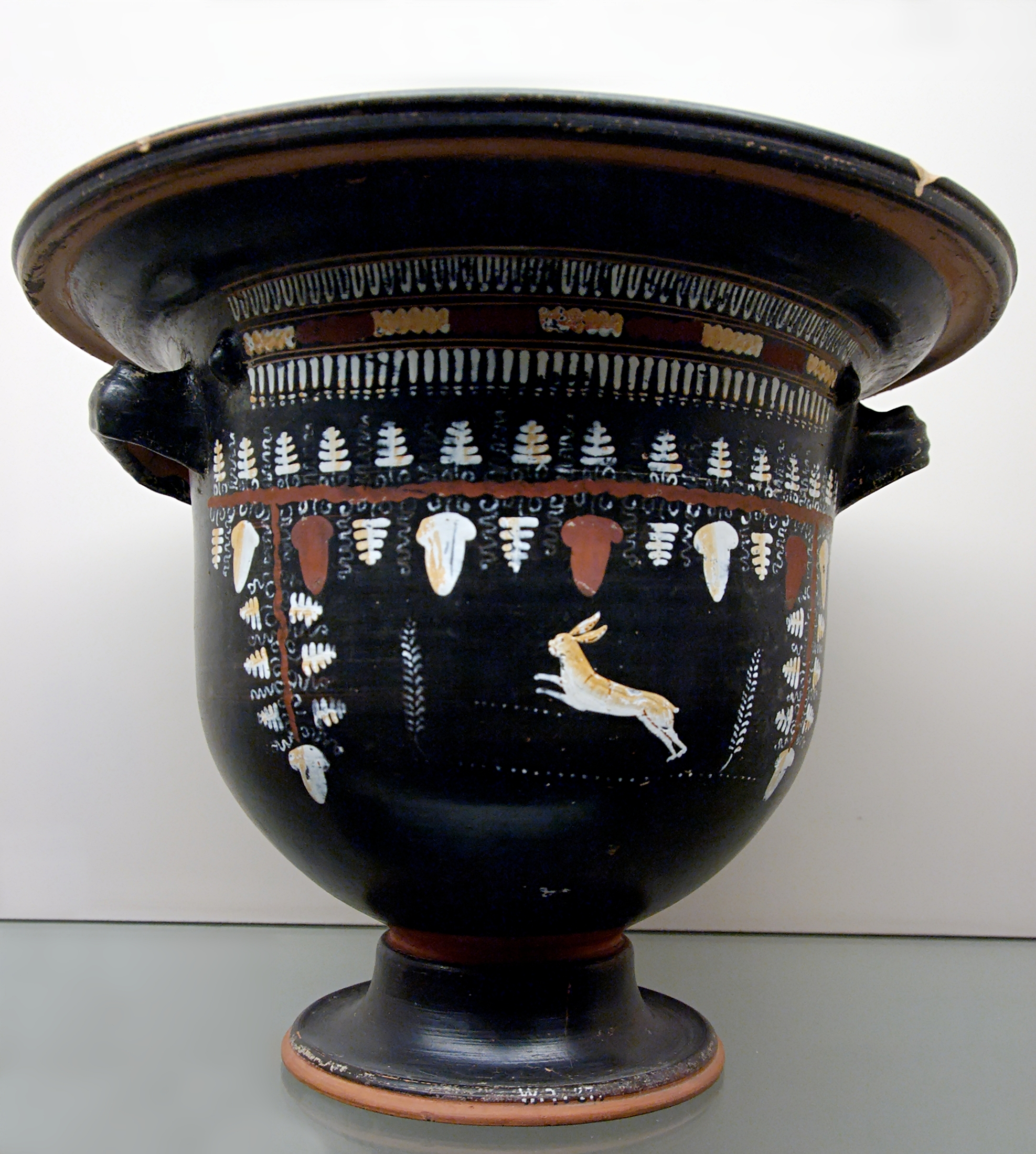
Apulski krater dzwonowy w stylu Gnathia (ok. 330 p.n.e.)

Pośród różnych stylów malarstwa wazowego, takich jak geometryczny (m.in. wazy dipylońskie), ceramika orientalizująca (głównie koryncka), szczególne miejsce zajęło (ze względu na swą długo niewyjaśnioną technikę wyrobu) malarstwo czarnofigurowe i czerwonofigurowe (zapoczątkowane ok. 520 r. pn.e.). Już samo odejście od orientalizującej polichromii oznaczało przewagę surowej Attyki nad wielobarwną Jonią. Z kolei w przeciwieństwie do techniki czarnofigurowej z jej sylwetowym stylem, czerwonofigurowa stwarzała artystom większe możliwości w zakresie dokładniejszego odtwarzania muskulatury ciała i pełniejszego studium draperii, w efekcie dając większą indywidualizację postaci. Właśnie naczynia z tego okresu reprezentują dla znawców najwyższą wartość w historii greckiej ceramiki.
Ponadto spotykane są wówczas i tzw. naczynia bilingwiczne, czyli dekorowane odmienną, dwojaką techniką po każdej stronie (np. amfory tyrreńskie) oraz całkowicie czarnopokostowane. Natomiast technika wyrobu naczyń białogruntowanych, wypracowana u schyłku VI w. p.n.e., a upowszechniona w ciągu dwóch następnych stuleci, polegała na pobieleniu powierzchni naczynia, na którą nanoszono rysunek, dodatkowo pokrywany we fragmentach żywszymi barwami (czerwień, zieleń); ta polichromia przyjęła się zwłaszcza w wyrobie niewielkich lekytów grobowych dekorowanych odpowiadającą temu tematyką.
Właściwe style obejmują nie tylko zmiany w technice wyrobu, ale i zróżnicowanie w zakresie sposobu dekoracji związanej z charakterem sztuki danego okresu. Do szczególnie wyróżnionych kierunków należą m.in.:
| - styl protogeometryczny - styl czerwonofigurowy surowy - styl czerwonofigurowy swobodny | - styl czerwonofigurowy bogaty - styl kerczeński - styl Gnathia |

## Układ dekoracyjno-kompozycyjny[13]

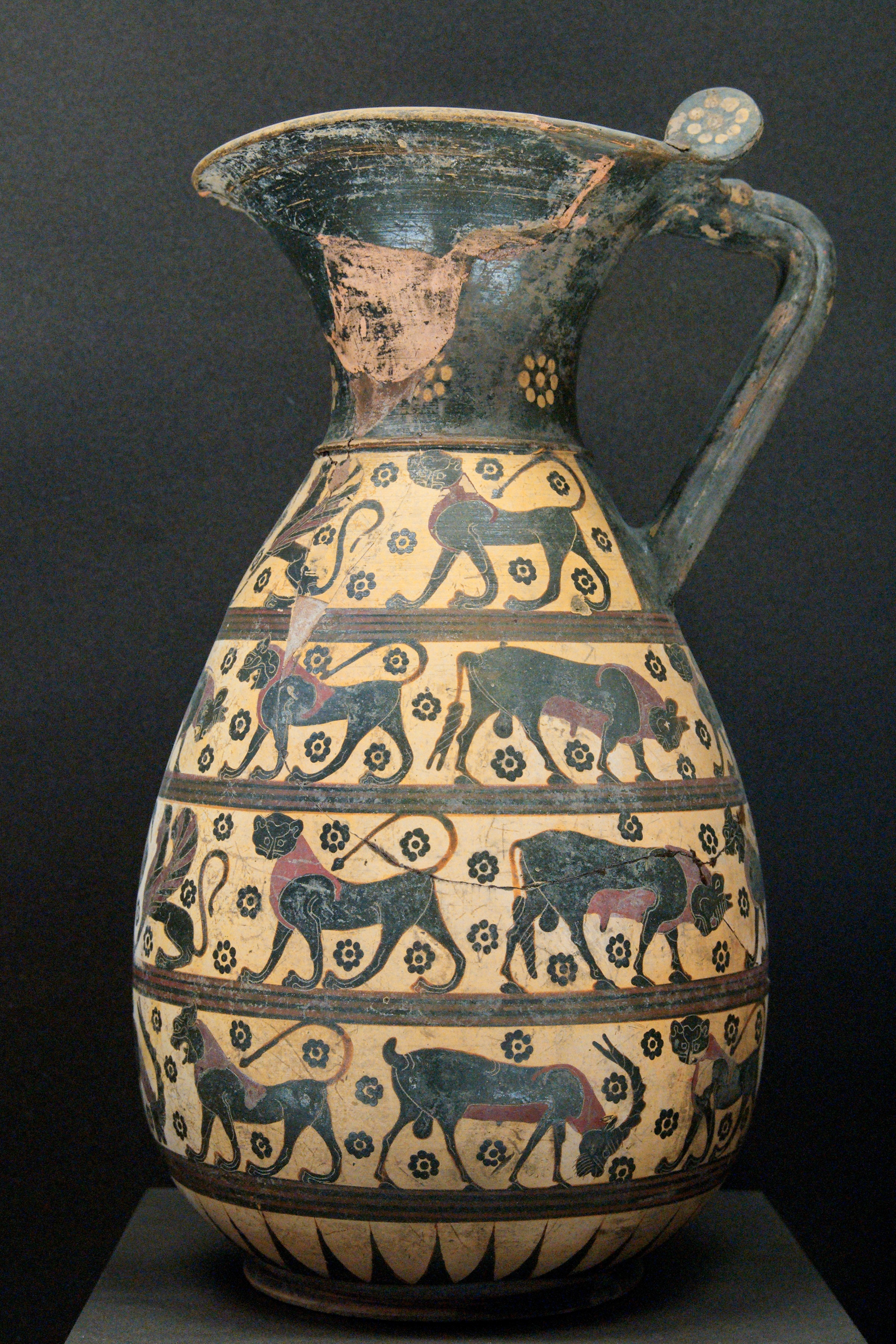
Orientalizujący koryncki dzban-olpe z typowymi fryzami zwierzęcymi

W przodującej pod względem produkcji waz Attyce ostatecznie wykształcono rodzaj dekoracji o przejrzystym układzie zgodnym z budową (tektoniką) naczynia. W okresie panowania stylu geometrycznego był to prosty układ poziomych pasów ornamentacyjnych pokrywających całe naczynie. Częstokroć, zgodnie z tendencją określaną jako horror vacui, artyści unikają pozostawiania wolnej przestrzeni, szczelnie ją wypełniając ornamentem o abstrakcyjnych wzorach geometrycznych, oddanych z prawie matematyczną dokładnością – lub nader schematycznych, lecz zaczerpniętych już ze świata naturalnego (sylwetki ludzi i stworzeń). W okresie stylu orientalizującego układ ten staje się przejściowo swobodniejszy, wraz z wprowadzeniem sylwetowo malowanych i ukazywanych szeregowo postaci realnych zwierząt oraz stworzeń mitycznych (sfinksy, syreny, trytony), rozmieszczonych wprawdzie też w pasach (fryzach) obejmujących naczynie, ale gęsto przetykanych ornamentem wypełniającym, głównie w postaci rozet. Oprócz bogatej ornamentyki charakterystyczna jest także różnorodność kolorystyczna – wielobarwność przypominająca tkaniny wschodnie, najwidoczniej dobrze znane ówczesnym greckim artystom.
W początkach VI w. p.n.e., kiedy „orientalne” motywy zwierzęce stopniowo zastępuje w ceramice orientalizującej (a następnie czarnofigurowej) postać ludzka, zaczyna się również ustalać zróżnicowanie pól dekoracyjnych – po każdej stronie wyodrębniony obraz figuralny, otoczony zdobieniami w postaci palmet, meandrów, pąków lotosu itp., podkreślających podział konstrukcyjny całego obiektu. Przejściowo istotne znaczenie zyskuje metopa – wydzielone pole, w którym zawarta jest kompozycja figuralna, będąca najczęściej sceną mitologiczną lub (później coraz częściej) rodzajową. Układ ten utrwala się jako ogólnie przestrzegany i w ceramice czerwonofigurowej, w której jednak stopniowo doskonalony jest pod względem artystycznym. W okresie hellenistycznym malarstwo wazowe staje się pełnoprzestrzenne, niemal perspektywiczne, a same naczynia po wypaleniu zdobi się nawet wielobarwnie, na ogół w tonacji pastelowej (polichromicznie) (np. ceramika typu Hadra). W istocie tendencja ta zwiastuje jednak upadek greckiego malarstwa wazowego.

## Formy naczyń malowanych
Kształty malowanej ceramiki greckiej do dziś budzą uznanie swą prostotą i szlachetnością, będąc – dzięki logice i funkcjonalizmowi – wynikiem doskonałego przystosowania do pełnionych zadań. Dlatego też dały początek wielu formom stosowanym dotychczas w ceramice i szkle. Podobnie jak kształty, które przy całej różnorodności były skrupulatnie przystosowane do przewidzianej funkcji, tak i ich dekoracja harmonizowała z wypukłą powierzchnią. Malarze przejawiali wysokie umiejętności w pokrywaniu tej powierzchni scenami często stanowiącymi bardzo skomplikowane kompozycje. Antyczny twórca starał się tak rozmieścić ornamentykę i przedstawione sceny oraz postacie, aby uwydatnić poszczególne części naczynia, a tym samym jego budowę. W istocie kształt naczynia narzucał artyście swoiste ujęcie wyobrażanej sceny, a nawet dobór tematyczny. Tak więc lebes i lutroforę cechują tematy związane z obrzędami zaślubin, na hydriach przeważają sceny z życia domowego kobiet (zwłaszcza związane z wodą), na kantarosach – sceny dionizyjskie, kyliksy i skyfosy zdobią motywy uczt i biesiadników, zaś amfory panatenajskie wyróżniają sceny rozgrywanych konkurencji sportowych.

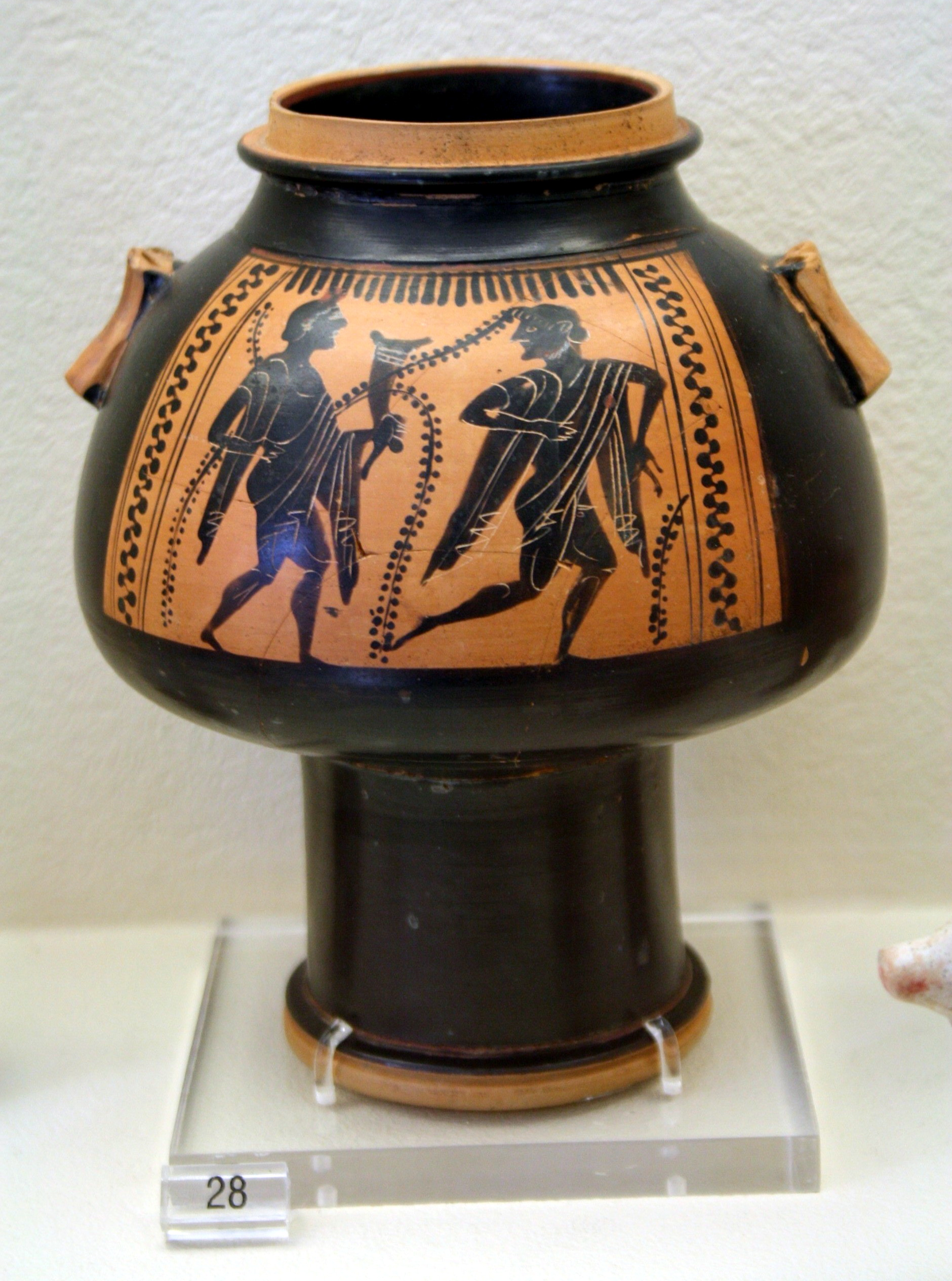
Czarnofigurowy psykter – naczynie do chłodzenia wina w kraterze

O przeznaczeniu starogreckiej wazy świadczy zatem najlepiej ona sama, tzn. jej kształt, a niejednokrotnie – także jej dekoracja. Według tego kryterium pokaźną liczbę znanych form można podzielić na kilka grup:
- naczynia do przechowywania i przenoszenia płynów (zasobowe): pitos, kados, amfora, hydria, pelike, olpe, lagynos
- naczynia do płynów mieszanych: krater, dejnos, psykter, stamnos
- naczynia do picia lub czerpania: fiale, kyliks, kantaros, ryton, mastos, skyfos, kotyle, kyatos, kalatos, lagynos, ojnochoe
- naczynia toaletowe: aryballos, alabastron, lekyt, eksaleiptron, epichysis
- naczynia kultowe: lutrofora, lebes (lebes gamikos), kernos, chous, koton, nestoris, thymiaterion, trozella (także ryton, lekyt, epichysis, lekanis, plemochoe, eksaleiptron)
- inne ceramiczne obiekty użytkowe: epinetron, pyksis, askos, lekanis, plemochoe, lekana; pinaks, amis; (niedekorowane): chytra, eschara, kakkabe, klibanos, olla, teganon

Większość tych nazw przekazanych przez starożytnych autorów (pisarzy i leksykografów), została przez XIX-wiecznych badaczy połączonych z poszczególnymi typami naczyń odkrywanych podczas wykopalisk. Ponieważ opisy starożytnych są bardzo powierzchowne i niekiedy sprzeczne, wiadomo, iż niektóre stosowane współcześnie nazwy z pewnością są błędne. Należy więc przyjąć istnienie pewnej umowności w nazwach tradycyjnie dotąd używanych w nauce.
Każda waza dwuimadłowa określana jest ogólnie jako diota.